# Det finns ett hem långt bortom sorgens hemland
Det finns ett hem långt bortom sorgens hemland är en psalm, skriven 1861 av Henry Williams Baker och översatt till svenska 1977 av Britt G. Hallqvist. Musiken är en norsk folkmelodi från Sykkylven.

## Publicerad i
- 1986 års psalmbok som nr 638 under rubriken "Himlen".
- Svensk psalmbok för den evangelisk-lutherska kyrkan i Finland (1986) som nr 560 under rubriken "Döden och evigheten".
- Psalmer och Sånger 1987 som nr 745 under rubriken "Framtiden och hoppet - Himlen".[1]